# Antanas Mataušas Vaisa
Antanas Mataušas Vaisa (* 15. November 1928 in Alytus; † 15. Dezember 1995  in Vilnius) war ein litauischer Politiker, Vizeminister der Kommunikationen.

## Leben
Nach dem ausgezeichneten Gymnasiumsabschluss (mit Goldmedaille) 1947 absolvierte er 1952 mit Auszeichnung das Diplomstudium am Politechnikos institutas in Kaunas. Ab 1953 arbeitete er zentralen Telegraf in Vilnius und danach am Ministerium für Kommunikationen Litauens in Sowjetlitauen.
Von 1965 bis 1990 war Stellvertreter des Ministers.
Von 1963 bis 1971 war er Leiter des Verbands Lietuvos futbolo federacija.

## Preis
- 1966 Staatspreis der Wissenschaft und Technik